# ضبابية الرؤية
ضبابية الرؤية (بالإنجليزية: blurred vision)‏، أو زغللة الرؤية، هو عارض بصري يشير إلى عدم وضوح الرؤية مما يؤدي إلى عدم القدرة على رؤية التفاصيل الدقيقة. قد تترافق مع الصداع، الحساسية من الضوء، وضعف التركيز. تنتج ضبابية الرؤية عن عدة مشكلات صحية بالعين، كما يمكن أن تؤشر بوجود مشكلة صحية.
قد يكون أحد علامات ضبابية الرؤية المؤقتة؛ الإجهاد المستمر، جفاف العين، عدوى العين، تسمم كحولي، هبوط سكر الدم، أو انخفاض ضغط الدم. قد تشمل الحالات الطبية الأخرى الأخطاء الأنكسارية مثل مد البصر، قصر البصر، الاستجماتيزم، قصو النظر الشيخوخي، طول النظر الزائف، الساد، الجلاكوما (الماء الأزرق)، السكري، اعتلال الشبكية، فقر الدم الخبيث، نقص فيتامين بي12، نقص الثيامين، متلازمة شوغرن، فرط فيتامين أ، الصداع النصفي، تنكس بقعي، وقد يكون مؤشر على الصدمة، ورم الدماغ، وسكتة دماغية.